# Savignac
Savignac é uma comuna francesa na região administrativa da Nova Aquitânia, no departamento da Gironda. Estende-se por uma área de 17,19 km². Em 2010 a comuna tinha 643 habitantes (densidade: 37,4 hab./km²).